# Anton Ocvirk
Anton Ocvirk [antón ocvírk], slovenski literarni zgodovinar, kritik, literarni teoretik, esejist in utemeljitelj slovenske primerjalne književnosti, * 23. marec 1907, Žaga pri Bovcu, † 6. januar 1980, Ljubljana.

## Življenje
V Ljudsko šolo je hodil v Gorici, v nižjo gimnazijo pa v Veržeju. Zaradi selitve družine v Ljubljano, se je tam vpisal v klasično gimnazijo, na kateri je leta 1927 maturiral in se še istega leta vpisal na ljubljansko univerzo. 
Na Filozofski fakulteti je kot A-predmet študiral zgodovino slovenske književnosti z južnoslovanskimi književnostmi, kot B-predmet primerjalno književnost s teorijo književnosti, kot C-predmet pa zgodovino slovenskega jezika. Diplomiral je 20. oktobra 1931 in se naslednji mesec odpravil na podiplomski študij v Pariz. Leta 1933 je imel predavanje na Collège de France z naslovom  Evropska misel šestnajstega, sedemnajstega in osemnajstega stoletja ter slovenska književnost (La pensée européenne des XVIe, XVIIe et XVIIIe siècles et la littérature slovène). Istega leta je v Ljubljani oddal disertacijo z naslovom Levstikov duševni obraz in bil 20. julija 1933 promoviran v doktorja filozofije. 
Med letoma 1933 in 1935 je bil urednik Ljubljanskega zvona, vmes se je s pomočjo štipendije odpravil na izpopolnjevanje v Pariz in London. Leta 1938 je postal docent na Filozofski fakulteti. Septembra 1944 je bil zaprt in poslan v Dachau, od koder se je vrnil junija 1945. Isto leto so ga potrdili za izrednega profesorja za slovensko in komparativno literarno zgodovino novejše dobe, leta 1950 je postal redni profesor. 1949—71 je vodil seminar oz. oddelek za primerjalno književnost na ljubljanski Filozofski fakulteti, kjer je utemeljil samostojen študij literarne komparativistike. Bil je tudi dekan Filozofske fakultete v Ljubljani, upokojil se je leta 1974. 
Od leta 1964 je bil redni član Slovenske akademije znanosti in umetnosti. Pri SAZU je od 1965 do smrti vodil Inštitut za slovensko literaturo in literarne vede (za Josipom Vidmarjem). Za izjemno pedagoško delo mu je ljubljanska univerza leta 1979 podelila naziv zaslužni profesor, leta 1975 pa je za svoje znanstveno delo na področju slavistike, primerjalne književnosti in literarne teorije dobil Kidričevo nagrado.

## Delo
Kot 18-letni dijak je začel objavljati svoje pesmi in kritike, najprej v Kosovelovi reviji Mladina, nato v najbolj znanih slovenskih literarnih revijah, v Ljubljanskem zvonu in Domu in svetu. V času študija je svoje pesmi tudi javno prebiral.
Čeprav literarna zgodovina njegove poezije ni spregledala, je tudi ni visoko ovrednotila in tako pesmi niso nikoli izšle v obliki zbirke. Prozo sta mu objavljala Ljubljanski zvon in Modra ptica.
Med letoma 1928 in 1931 je pisal kritike za Ljubljanski zvon, kjer je pokrival zlasti hrvaško in srbsko književnost. 
V sezoni 1929/30 je začel pisati gledališke kritike in se s tem vpisal v zgodovino slovenskega gledališča. 
Leta 1931 je uredil in komentiral Izbrane pesmi Srečka Kosovela(COBISS). Isto leto je napisal tudi svojo prvo pomembnejšo razpravo Slovenski kulturni problemi. 
Leta 1933 je izšla njegova knjiga Razgovori, knjiga pariških pogovorov s sedmimi francoskimi oziroma ruskimi ustvarjalci (André Gide, Georges Duhamel, André Maurois , Paul Hazard, Nikolaj Aleksandrovič Berdjajev, Lev Izakovič Šestov, Aleksej Mihajlovič Remizov). Leta 1936 je izdal Teorijo primerjalne literarne zgodovine, ki je takrat veljala za tretjo monografijo primerjalne književnosti na svetu; leta 2009 je izšla v elektronski izdaji.
V povojnem času je bil urednik mnogih zbirk in revij: med letoma 1946 in 1980 je urejal zbirko Zbrana dela slovenskih pesnikov in pisateljev (COBISS); od leta 1948 do 1963 je bil prvi urednik Slavistične revije (COBISS); med letoma 1964 in 1977 je urejal zbirko Sto romanov(COBISS); leta 1975 je bil tudi urednik zbornika Josip Vidmar (COBISS). 
Leta 1977 je izdal svoje študije v monografiji Evropski roman, leta 1978 pa so začele izhajati literarnoteoretične študije z naslovom Literarni leksikon.

## Izbrana bibliografija
Monografije
- Razgovori. Ljubljana: Tiskovna zadruga, 1933 (COBISS)
- Teorija primerjalne literarne zgodovine. Ljubljana: Znanstveno društvo, 1936. (COBISS)
- Teorija primerjalne literarne zgodovine. Ljubljana: Partizanska knjiga, 1975. (COBISS)
- Evropski roman. Ljubljana: Državna založba Slovenije, 1977. (COBISS)
- Literarna teorija. Ljubljana: Državna založba Slovenije, 1978. (COBISS)
- Literarna umetnina med zgodovino in teorijo. Ljubljana: Državna založba Slovenije, 1978–79. (COBISS)
- Evropski verzni sistemi in slovenski verz. Ljubljana: Državna založba Slovenije, 1980. (COBISS)
- Literarno delo in jezikovna izrazna sredstva. Ljubljana: Državna založba Slovenije, 1981. (COBISS)
- Pesniška podoba. Ljubljana: Državna založba Slovenije, 1982. (COBISS)
- Teorija primerjalne literarne zgodovine (druga, elektronska, popravljena izdaja, uredila ‌Matija Ogrin in Luka Vidmar, 2009)

Uredniško delo
- Ivan Prijatelj, Kulturna in politična zgodovina Slovencev. Ljubljani: Akademska založba, 1938–1940. (COBISS)
- Ivan Prijatelj, Slovenska kulturnopolitična in slovstvena zgodovina. Ljubljana: Državna založba Slovenije, 1955–1985. (COBISS)